# تپه صیقل خانی سیاه کوه
تپه صیقل خانی سیاه کوه مربوط به دوران‌های تاریخی پس از اسلام است و در شهرستان املش، بخش رانکوه، روستای مالس چال واقع شده و این اثر در تاریخ ۲ آبان ۱۳۸۲ با شمارهٔ ثبت ۱۰۶۸۹ به‌عنوان یکی از آثار ملی ایران به ثبت رسیده است.